# Koolmajärve
Koolmajärve – wieś w Estonii, w prowincji Põlva, w gminie Veriora.